# Tīgāb
Tīgāb (persiska: Tīgh Āb, تیگاب) är en ort i Iran.   Den ligger i provinsen Khorasan, i den östra delen av landet, 800 km öster om huvudstaden Teheran. Tīgāb ligger 1 230 meter över havet och antalet invånare är 630.
Terrängen runt Tīgāb är kuperad österut, men västerut är den platt. Terrängen runt Tīgāb sluttar norrut. Runt Tīgāb är det glesbefolkat, med 10 invånare per kvadratkilometer. Det finns inga andra samhällen i närheten. Omgivningarna runt Tīgāb är i huvudsak ett öppet busklandskap.